# 银鳞荸荠
银鳞荸荠（学名：Heleocharis argyrolepis）是莎草科荸荠属的植物。分布在高加索、中亚以及中国大陆的新疆等地，常生长在湖水旁沼泽中，目前尚未由人工引种栽培。